# Гаэтано, Рино
Ри́но Гаэта́но (итал. Rino Gaetano; настоящее имя — Сальвато́ре Анто́нио Гаэта́но, итал. Salvatore Antonio Gaetano; 29 октября 1950, Кротоне — 2 июня 1981, Рим) — итальянский певец.

## Биография
Сальваторе Антонио «Рино» Гаэтано родился в Кротоне (регион Калабрия, Италия). В возрасте 10 лет вместе с родителями переезжает в Рим, где живёт всю оставшуюся жизнь.
Обучаясь на геодезиста-землеустроителя, начинает интересоваться театром, а впоследствии пробует себя на эстраде.
После первых выступлений на Folkstudio его замечает Винченцо Микоччи, и в 1973 году под псевдонимом Kammamuri’s выходит первая пластинка I love you Marianna/Jaqueline, спродюсированная Антонелло Вендитти, Пьеро Монтанари и Аурелио Росситто. Песня I love you Marianna могла бы вызвать ассоциации с марихуаной, но на самом деле Рино, играя на двойном смысле, обращается в ней к своей бабушке Марианне, с которой проводил много времени в детстве.
В 1974 году выходит его первый альбом Ingresso libero («Свободный вход»), который не находит особого отклика ни у публики, ни у критики, несмотря на то что уже в нём проявляется его новый, оригинальный, провокационный стиль, который позже станет характеристикой всего его творчества. Среди прочих песен в альбоме вышли Ad esempio a me piace il sud, уже известная, поскольку была записана годом ранее Николой Ди Бари, и I tuoi occhi sono pieni di sale.
Настоящий успех приходит к Гаэтано годом позже вместе с выпуском пластинки Ma il cielo è sempre più blu.
В 1978 году Гаэтано принимает участие в Фестивале Сан-Ремо с песней Gianna и занимает третье место после Mattia Bazar и Anna Oxa. Изначально Рино не хочет участвовать в Фестивале, но его убеждают представители звукозаписывающей компании It, с которой он сотрудничает. Он решает выступить с песней Nuntereggae più, потому что считает Gianna слишком коммерческой и к тому же, по его мнению, плохой копией песни Berta filava. Но буквально за несколько дней до начала фестиваля решает всё же выступить с песней Gianna, которая в итоге имеет огромный успех в течение многих недель и занимает первое место в топе самых продаваемых в Италии пластинок на 45 оборотов.
В том же году ведёт на радио передачу Canzone d’Autore («Авторская песня»), выходящую в 18.00.
Будучи многогранным артистом, в 1981 году выступает в роли лисы в «Пиноккио» в постановке Carmelo Bene в Риме.
Жизнь Рино Гаэтано трагически обрывается 2 июня 1981 года: он попадает в автомобильную аварию на улице Nomentana, недалеко от квартала Trieste в Риме. За четыре месяца до трагедии Рино был участником другой автомобильной аварии, из которой вышел невредимым. Его машина Volvo 343 была полностью разрушена, после чего он покупает себе такую же.
Вторая авария становится фатальной: новенькая Volvo 343 вылетает на полосу встречного движения и врезается в грузовик FIAT 650D. Раненого автора отказываются принять 5 больниц — обстоятельство, удивительно похожее на рассказанное им в одной из первых песен La ballata di Renzo, с которой он выходил на сцену во время своих первых выступлений на Folkstudio. Певец умер от последствий тяжёлых ранений, за несколько дней до назначенного дня свадьбы.
Изначально Гаэтано был похоронен на кладбище городка Ментана. 17 октября его тело перемещают на кладбище Кампо Верано, где он покоится по сей день.

## Память
- В 1993 году звукозаписывающая компания EMI выпустила сборник кавер-версий под названием E cantava le canzoni — La nuova musica italiana ricorda Rino Gaetano. В числе прочих в нём представлена песня Mio fratello è figlio unico, записанная группой Afterhours.

- В ноябре 2007 года канал Rai Uno транслировал мини-сериал (2 серии) режиссёра Марко Турко о жизни певца под названием Rino Gaetano — Ma il cielo è sempre più blu. Сериал стал объектом жесткой критики, особенно со стороны сестры исполнителя Анны Гаэтано. Она называет сериал неправдоподобным и слишком подчиненным потребностям телевидения.
- В ноябре 2004 года городской совет Рима назвал именем Гаэтано одну из улиц в зоне Vigne Nuove.

- 19 июля 2008 года в Кротоне именем певца назвали площадь и установили статую, представляющую его в образе, в котором он выступил на фестивале в Сан-Ремо с песней Gianna.

## Дискография
Пластинки в 33 оборота
- июль 1974 — Ingresso libero
- 1976 — Mio fratello è figlio unico
- 1977 — Aida
- 1978 — Nuntereggae più
- 1979 — Resta vile maschio, dove vai?
- 1980 — E io ci sto

Пластинки в 45 оборотов
- май 1973 — I love you Maryanna/Jaqueline
- 1974 — Tu forse non essenzialmente tu/E la vecchia salta con l’asta
- ноябрь 1974 — Tu forse non essenzialmente tu/I tuoi occhi sono pieni di sale
- февраль 1975 — Ma il cielo è sempre più blu/Ma il cielo è sempre più blu (2-я часть)
- май 1976 — Mio fratello è figlio unico/Sfiorivano le viole
- июль 1976 — Berta filava/Mio fratello è figlio unico/Berta filava
- июнь 1977 — Aida/Escluso il cane
- август 1977 — Aida/Spendi spandi effendi
- 30 января 1978 — Gianna/Visto che mi vuoi lasciare
- июль 1978 — Nuntereggae più/E cantava le canzoni
- июль 1979 — Ahi Maria/Resta vile maschio, dove vai?
- октябрь 1980 — E io ci sto/Metà Africa metà Europa

Антологии
- 1990 — Gianna e le altre... (включая не изданные ранее Solo con io и Le beatitudini)
- 1993 — Aida '93
- 1996 — Superbest
- 1998 — La storia
- 2003 — Sotto i cieli di Rino
- 2005 — Sotto i cieli di Rino-special edition
- 2007 — Figlio unico (включая старые записи телерадиокомпании RAI)
- ноябрь 2007 — Figlio unico Cult Edition (включая композиции из неизданного видеофильма)
- 2008 — The Essential Rino Gaetano (двойной компакт-диск)
- 2009 — Live & Rarities
- 2009 — Gli album originali (включает 6 компакт-дисков, которые повторяют 6 официальных long-playing)

DVD/CD
- 2007 — Figlio unico (DVD содержит старые видеозаписи, сделанные RAI; на втором диске, выпущенном в ноябре, представлен сборник песен, включая 3 неизданных, а также одну ранее не изданную видеозапись)